# Université du Montana
Ne doit pas être confondu avec Université d'État du Montana ou University of Montana Western.
L’université du Montana (en anglais : University of Montana) est une université publique située à Missoula dans le Montana, État du nord-ouest des États-Unis. L'école a été fondée en 1893.
À l'automne 2010, elle comptait plus de 15 000 étudiants.
L'équipe sportive est les Grizzlies du Montana et fait partie de la Big Sky Conference.

## Personnalités liées à l'université

### Professorat
- Tip Toland, sculptrice